# Auguste Alexis Adolphe Alexandre Bellynck
Padre SJ Prof. Auguste Alexis Adolphe Alexandre Bellynck ( 1814 - 1877 ) fue un religioso, botánico, micólogo, pteridólogo, y briólogo belga . Fue profesor en la Facultad de Namur.

## Algunas publicaciones
- 1875.  Les plantes carnivores. Ed. A. Vromant. 7 p.

### Libros
- 1855.  Flore de Namur: ou, Description des plantes spontanées et cultivées en grand dans la province de Namur, observées depuis 1850 ; accompagnée de tableaux analytiques, des étymologies des noms, des propriétés des plantes, etc. Ed. F.-J. Douxfils. 353 p.leer
- 1862.  Guide du lecteur ou catalogue d'une bibliothèque choisie. Ed. Douxfils. 302 p.leer
- 1862.  La botanique moderne: conférence sur la botanique générale. Ed. F. Savy. 51 p.
- 1867.  Note sur un Orchis ustulata L.: a fleurs doubles. Bulletin de la Société royale de Botanique de Belgique 6 (2): 7 p.
- 1868.  Anthropologie: compte rendu du rapport de M. de Quatrefages sur les progrès de l'anthropologie. Ed. Savy. 31 p.
- 1870. Les Progrès récents de la zoologie en France, compte rendu du rapport de M. Milne-Edwards. F. Savy. 42 p.
- 1876.  Catalogue des plantes soit spontanées, soit cultivées en grande observées en Belgique à l'usage des herborisations. 80 p.
- 1876.  Cours élémentaire de botanique. Ed. G. Mayolez. 680 p.
- 1883-1885. Curso elemental de botánica. Traducido por A. de Segovia y Corrales. 1.076 pp. Ed. Escuela Tipográfica del Hospicio, Madrid.

## Honores
- Perteneció a la Sociedad Real de Botánica de Bélgica

- La abreviatura «Bellynck» se emplea para indicar a Auguste Alexis Adolphe Alexandre Bellynck como autoridad en la descripción y clasificación científica de los vegetales.[1]